# Остуни
Остуни (итал. Ostuni) је насеље у Италији у округу Бриндизи, региону Апулија.
Према процени из 2011. у насељу је живело 24157 становника. Насеље се налази на надморској висини од 240 м.

## Становништво
Према резултатима пописа становништва 2011. у општини је живело 31.860 становника.
| 1936.  | 1951.  | 1961.  | 1971.  | 1981.  | 1991.  | 2001.  | 2011.  |
| ------ | ------ | ------ | ------ | ------ | ------ | ------ | ------ |
| 28.247 | 31.413 | 31.077 | 30.989 | 31.367 | 33.551 | 32.901 | 31.860 |

## Партнерски градови
- Масмехелен